# 鬘能
鬘能（かづらのう、かつらのう）とは、能の演目の中で、優美な女性や貴公子、天人などがシテの曲。鬘物とも言う。五番立において三番目物となる。『源氏物語』や『伊勢物語』に取材したものが多い。

## 源氏物語に取材したもの
『半蔀』『夕顔』『野宮』『住吉詣』『落葉』『源氏供養』（『松風』）

## 伊勢物語に取材したもの
『井筒』『杜若』『雲林院』

## その他
『羽衣』『胡蝶』『楊貴妃』『草子洗小町』『関寺小町』『東北』『定家』『誓願寺』『檜垣』『采女』『大原御幸』『祇王』『仏原』『熊野』『千手』『二人静』『吉野静』『江口』『遊行柳』『六浦』『藤』『芭蕉』『吉野天人』